# CDミランデス
クルブ・デポルティーボ・ミランデス（Club Deportivo Mirandés）は、スペイン・カスティーリャ・イ・レオン州ブルゴス県ミランダ・デ・エブロに本拠地を置くサッカークラブ。1927年5月3日設立。エスタディオ・ムニシパル・デ・アンドゥバをホームスタジアムとする。2024-25シーズンはセグンダ・ディビシオン （2部）に所属している。

## 歴史

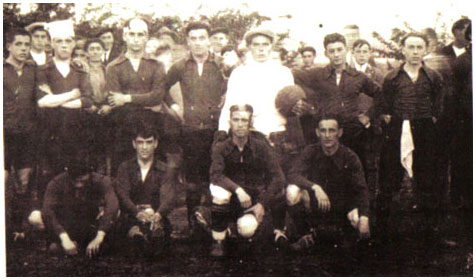
創設時の選手

CDミランデスの起源は20世紀まで遡ることができるが、1917年創設のEDミランデス、1919年創設のSCミランデス、1919年創設のデポルティーボSC、1922年創設のミランダUCなどが直接の前身であるとされる。CDミランデスは1927年5月3日に設立され、6月4日のSaint John of the Mountain Festivalにおいてアラバーラと初試合を行って1-0で勝利した。1944年から1977年まで、CDミランデスは3シーズンを地域リーグで過ごした他は完全にテルセーラ・ディビシオン（当時3部相当）に在籍し続けた。1977年にセグンダ・ディビシオンB（現3部相当）が新設されると、CDミランデスはセグンダ・ディビシオンBに登録された。1977-78シーズンから5シーズンの間セグンダ・ディビシオンBに在籍し、1977-78シーズンと1978-79シーズンの2度、セグンダ・ディビシオン（2部）昇格プレーオフに出場した。1977-78シーズンのコパ・デル・レイではマリオ・ケンペスらを擁するバレンシアCFと対戦し、2-4で敗れた。この時代には、後にレアル・マドリードに選手・監督の両方で在籍することになるミゲル・アンヘル・ポルトゥガルがCDミランデスでプレーしていた。
1986年にはラ・リオハ州サッカー連盟の設立に加わった。3年後の1988-89シーズンには23歳のフアン・マヌエル・リージョ監督を擁し、テルセーラ・ディビシオン（4部相当）で優勝してクラブ初のタイトルを獲得した。その後はセグンダ・ディビシオンBとテルセーラ・ディビシオンを行き来し、時には地域リーグでプレーした。2006-07シーズンと2007-08シーズンのレギュラーシーズンでは2シーズン連続で1位となったが、プレーオフで敗れて昇格はならなかった。2008-09シーズンは2位だったが、プレーオフではヘレス・インドゥストリアルCFを2試合合計4-2で下し、3度目の正直でセグンダ・ディビシオンB昇格を果たした。
2011-12シーズンは開幕から833分間失点を許さず、17節までシーズン無敗を継続した。同シーズンのコパ・デル・レイではラウンド32でプリメーラ・ディビシオン（1部）のビジャレアルCFを倒すと、ラウンド16では同じくプリメーラ・ディビシオンのラシン・サンタンデールを、準々決勝ではやはりプリメーラ・ディビシオンのRCDエスパニョールを撃破し、準決勝に駒を進めた。セグンダ・ディビシオンB所属のクラブが準決勝に到達するのは2001-02シーズンのUEフィゲレス以来であり、大会史上2度目の快挙だった。クラブ史上初となるセグンダ昇格を達成、2012-13シーズンは15位、2013-14シーズンは本来降格となる19位だったがレアル・ムルシアが財政難で降格したために残留となった。
2018-19シーズン、2年ぶりとなるセグンダ・ディビシオン復帰が決まった。また、2部再挑戦のため、現役時代、アスレティック・ビルバオなどで活躍したアンドニ・イラオラを監督に置くことが決まった。

## タイトル
- テルセーラ・ディビシオン : 4回

1988–89, 2002–03, 2006–07, 2007–08

## 過去の成績
| シーズン | ディビジョン | 順位 | 国王杯 |
| -------- | ------------ | ---- | ------ |
| 1944-45  | テルセーラ   | 7位  |        |
| 1945-46  | テルセーラ   | 6位  |        |
| 1946-47  | テルセーラ   | 8位  |        |
| 1947-48  | テルセーラ   | 10位 |        |
| 1948-49  | テルセーラ   | 8位  |        |
| 1949-50  | テルセーラ   | 13位 |        |
| 1950-51  | テルセーラ   | 6位  |        |
| 1951-52  | テルセーラ   | 7位  |        |
| 1952-53  | テルセーラ   | 3位  |        |
| 1953-54  | テルセーラ   | 18位 |        |
| 1954-55  | テルセーラ   | 4位  |        |
| 1955-56  | テルセーラ   | 11位 |        |
| 1956-57  | テルセーラ   | 15位 |        |
| 1957-58  | テルセーラ   | 2位  |        |
| 1958-59  | テルセーラ   | 5位  |        |
| 1959-60  | テルセーラ   | 6位  |        |
| 1960-61  | テルセーラ   | 10位 |        |
| 1961-62  | テルセーラ   | 6位  |        |
| 1962-63  | テルセーラ   | 5位  |        |
| 1963-64  | テルセーラ   | 6位  |        |

| シーズン | ディビジョン | 順位 | 国王杯 |
| -------- | ------------ | ---- | ------ |
| 1964-65  | テルセーラ   | 10位 |        |
| 1965-66  | テルセーラ   | 15位 |        |
| 1966-67  | 地域リーグ   | —    |        |
| 1967-68  | テルセーラ   | 12位 |        |
| 1968-69  | 地域リーグ   | —    |        |
| 1969-70  | 地域リーグ   | —    |        |
| 1970-71  | テルセーラ   | 9位  |        |
| 1971-72  | テルセーラ   | 10位 |        |
| 1972-73  | テルセーラ   | 16位 |        |
| 1973-74  | テルセーラ   | 15位 |        |
| 1974-75  | テルセーラ   | 5位  |        |
| 1975-76  | テルセーラ   | 8位  |        |
| 1976-77  | テルセーラ   | 6位  |        |
| 1977-78  | セグンダB    | 4位  |        |
| 1978-79  | セグンダB    | 3位  |        |
| 1979-80  | セグンダB    | 11位 |        |
| 1980-81  | セグンダB    | 9位  |        |
| 1981-82  | セグンダB    | 18位 |        |
| 1982-83  | テルセーラ   | 14位 |        |
| 1983-84  | テルセーラ   | 10位 |        |

| シーズン  | ディビジョン | 順位 | 国王杯   |
| --------- | ------------ | ---- | -------- |
| 1984-85   | テルセーラ   | 13位 |          |
| 1985-86   | テルセーラ   | 8位  |          |
| 1986-87   | テルセーラ   | 3位  |          |
| 1987-88   | セグンダB    | 18位 |          |
| 1988-89   | テルセーラ   | 1位  |          |
| 1989-90   | セグンダB    | 14位 |          |
| 1990-91   | セグンダB    | 17位 |          |
| 1991-92   | テルセーラ   | 5位  |          |
| 1992-93   | テルセーラ   | 3位  |          |
| 1993-94   | テルセーラ   | 6位  |          |
| 1994-95   | テルセーラ   | 18位 |          |
| 1995-96   | 地域リーグ   | —    |          |
| 1996-97   | 地域リーグ   | —    |          |
| 1997-98   | テルセーラ   | 10位 |          |
| 1998-99   | テルセーラ   | 16位 |          |
| 1999-2000 | テルセーラ   | 3位  |          |
| 2000-01   | テルセーラ   | 2位  |          |
| 2001-02   | テルセーラ   | 6位  |          |
| 2002-03   | テルセーラ   | 1位  |          |
| 2003-04   | セグンダB    | 3位  | ベスト32 |

| シーズン | ディビジョン | 順位 | 国王杯       |
| -------- | ------------ | ---- | ------------ |
| 2004-05  | セグンダB    | 16位 | ベスト16     |
| 2005-06  | テルセーラ   | 2位  |              |
| 2006-07  | テルセーラ   | 1位  |              |
| 2007-08  | テルセーラ   | 1位  | 1回戦敗退    |
| 2008-09  | テルセーラ   | 2位  | 1回戦敗退    |
| 2009-10  | セグンダB    | 13位 |              |
| 2010-11  | セグンダB    | 2位  |              |
| 2011-12  | セグンダB    | 1位  | 準決勝敗退   |
| 2012-13  | セグンダ     | 15位 | 3回戦敗退    |
| 2013-14  | セグンダ     | 19位 | 2回戦敗退    |
| 2014-15  | セグンダ     | 8位  | 3回戦敗退    |
| 2015-16  | セグンダ     | 15位 | 準々決勝敗退 |
| 2016-17  | セグンダ     | 22位 | 2回戦敗退    |
| 2017-18  | セグンダB    | 1位  | 2回戦敗退    |
| 2018-19  | セグンダB    | 3位  | 1回戦敗退    |
| 2019-20  | セグンダ     | 11位 | 準決勝敗退   |
| 2020-21  | セグンダ     | 10位 | 1回戦敗退    |
| 2021-22  | セグンダ     | 14位 | ベスト32     |
| 2022-23  | セグンダ     | 16位 | 2回戦敗退    |
| 2023-24  | セグンダ     | 18位 | 2回戦敗退    |
| 2024-25  | セグンダ     | 位   |              |

- 11シーズン セグンダ・ディビシオン（2部相当）
- 15シーズン セグンダ・ディビシオンB（旧3部相当）
- 50シーズン テルセーラ・ディビシオン（4部相当）

## 現所属メンバー
2025年2月4日
注：選手の国籍表記はFIFAの定めた代表資格ルールに基づく。
| No. | Pos. |              | 選手名               |
| --- | ---- | ------------ | -------------------- |
| 1   | GK   | スペイン     | ルイス・ロペス       |
| 2   | DF   | スペイン     | ウーゴ・リンコン     |
| 3   | DF   | スペイン     | フリオ・アロンソ     |
| 4   | DF   | スペイン     | ウナイ・エギルス     |
| 5   | DF   | スペイン     | タチ                 |
| 6   | MF   | スペイン     | ジョン・ゴロチャテギ |
| 7   | FW   | スペイン     | アドリアン・ブツケ   |
| 8   | MF   | スペイン     | カルロ・アドリアーノ |
| 9   | FW   | アルゼンチン | ホアキン・パニチェリ |
| 10  | MF   | スペイン     | アルベルト・レイナ   |
| 11  | FW   | スペイン     | アレックス・カルヴォ |

| No. | Pos. |          | 選手名                   |
| --- | ---- | -------- | ------------------------ |
| 13  | GK   | スペイン | ラウール・フェルナンデス |
| 15  | DF   | スペイン | パブロ・トメオ           |
| 17  | DF   | スペイン | ウルコ・イゼタ           |
| 19  | MF   | フランス | マティス・ラシュエル ()  |
| 20  | FW   | スペイン | アンデル・マルティン     |
| 21  | DF   | スペイン | セルヒオ・ポスティゴ     |
| 22  | DF   | スペイン | フアン・グティエレス     |
| 27  | FW   | スペイン | ジョエル・ロカ           |
| 28  | FW   | スペイン | アルベルト・ダディ       |
| 29  | FW   | スペイン | イケル・ベニート         |
| 32  | DF   | スペイン | ヴィクトル・パラダ       |

監督
- アレッシオ・リスチ（英語版）

### ローン移籍
in
注：選手の国籍表記はFIFAの定めた代表資格ルールに基づく。
| No. | Pos. |              | 選手名                                      |
| --- | ---- | ------------ | ------------------------------------------- |
| 2   | DF   | スペイン     | ウーゴ・リンコン (アスレティック・ビルバオ) |
| 4   | DF   | スペイン     | ウナイ・エギルス (アスレティック・ビルバオ) |
| 6   | MF   | スペイン     | ジョン・ゴロチャテギ (レアル・ソシエダ)     |
| 7   | FW   | スペイン     | アドリアン・ブツケ (ヴィトーリア)           |
| 8   | MF   | スペイン     | カルロ・アドリアーノ (ビジャレアルCF B)     |
| 9   | FW   | アルゼンチン | ホアキン・パニチェリ (アラベス)             |

| No. | Pos. |          | 選手名                                    |
| --- | ---- | -------- | ----------------------------------------- |
| 11  | FW   | スペイン | アレックス・カルヴォ (アンドラ)           |
| 17  | DF   | スペイン | ウルコ・イゼタ (ビルバオ・アスレティック) |
| 20  | FW   | スペイン | アンデル・マルティン (ブルゴス)           |
| 27  | FW   | スペイン | ジョエル・ロカ (ジローナ)                 |
| 28  | FW   | スペイン | アルベルト・ダディ (レアル・ソシエダ)     |
| 29  | FW   | スペイン | イケル・ベニート (オサスナ)               |
| 32  | DF   | スペイン | ヴィクトル・パラダ (アラベス)             |

out
注：選手の国籍表記はFIFAの定めた代表資格ルールに基づく。
| No. | Pos. |  | 選手名 |
| --- | ---- |  | ------ |

## 歴代監督
- フアン・マヌエル・リージョ (1988-1989), (1990-1991)
- ゴンサロ・アルコナーダ (2013)
- クラウディオ・バラガン (2016-2017)
- パブロ・アルファロ (2017-2018)
- アンドニ・イラオラ (2019-2020)
- ホセ・アルベルト (2020-2021)
- ホセバ・エチェベリア (2022-2023)

## 歴代所属選手
- イニゴ・ディアス・デ・セリオ 2012-2014
- ブライマー・ラザク 2014-2015
- ホン・アウルテネチェ 2016-2017
- ホン・グリディ 2019-2020
- ミカエル・マルサ 2019-2020
- ニコラス・ジャクソン 2020-2021
- ロドリゴ・リケルメ 2022-2023